# Steve Aoki
Steve Aoki, född 1977, är en amerikansk DJ, underhållare, musikproducent och grundaren till skivbolaget Dim Mak Records, som startades 1996. Han har arbetat tillsammans med band som BTS, MSTRKRFT, The Bloody Beetroots, Mustard Pimp och har gjort ett flertal remixer på låtar av kända artister och band som bland andra Snoop Dogg, Michael Jackson och The Killers. 